# Carl Thomas Mozart

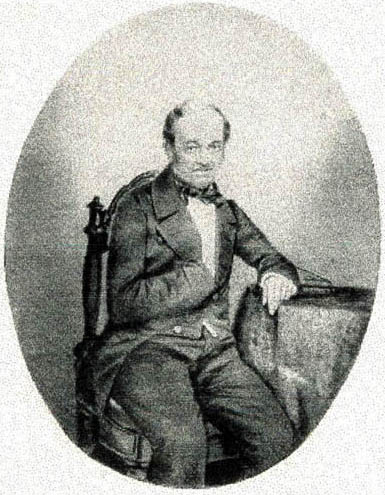
Karl Thomas Mozart

Carl Thomas Mozart (ou Karl; Viena, 21 de setembro de 1784 - Milão, 31 de outubro de 1858), foi um dos filhos de Wolfgang Amadeus Mozart e sua esposa Constanze Weber.
Iniciou seus estudos em Perchtoldsdorf e entre 1792 e 1797 estudou com Franz Niemetschek em Praga. Seus pais pretendiam que se dedicasse aos negócios, e foi então estudar em Livorno, para montar uma loja de pianos, mas durante longo tempo hesitou entre a carreira comercial e a música, também pela falta de dinheiro e investimentos o plano de montar um negocio falhou. Por fim ingressou no serviço público de Milão. Estudou piano com František Xaver Dušek em Praga e chegou a dar vários recitais. 